# KTE-Duna Aszfalt

A KTE-Duna Aszfalt Kecskeméten található NB I-es kosárlabdacsapat. 2012-ben alakult elődje az Kecskeméti KSE volt, de a jogutódságot nem kapta meg.

## Történet

### 2012-13
A 2012-13-asszezonban még csak a Hepp kupában és a B-csoportban kaptak helyet majd megnyerték mind a kettőt.

### 2013-14
Djeraszimovics, Kharahodzic, Sztefanovics és Jovanovic érkezése sokat javított az ekkor már az A-csoportban játszó csapat teljesítményén. Ebben az évben megnyerték a Magyar Kupa bronzérmét.Középszakaszban a felsőházba jutottak be. A rájátszásban a Kaposvári KK ejtette ki őket. A szezon végén Sztefanovics Jovanovics és Bencze is elhagyta a csapatot.

### 2014-15
Ebbe a szezonba a legkeserűbb fejezet Wittman Krisztián Szolnokra igazolása volt.Viszont ezt pótolta két Szolnoki kölcsönjátékos: Miljan Rakic és Ivosev Tamás valamint Filip Barovics, James Kenney leigazolása.Az idei Magyar kupában a második helyre állhattak föl a dobogón.

## Eredmények
Hepp kupa: 2013
NB I-B csoport: 2012-13
Magyar kupa:  2015, 2014, 2022

## Bajnoki helyezések az élvonalban
| Évad      | Név                   | Helyezés     |
| 2013–2014 | KTE-Duna Aszfalt      | 11.          |
| 2014–2015 | KTE-Duna Aszfalt      | 2.           |
| 2015–2016 | KTE-Duna Aszfalt      | 9.           |
| 2016–2017 | KTE-Duna Aszfalt      | 8.           |
| 2017–2018 | KTE-Duna Aszfalt      | 5.           |
| 2018-2019 | KTE-Duna Aszfalt      | 8.           |
| 2019-2020 | KTE-Duna Aszfalt      | félbeszakadt |
| 2020-2021 | Duna Aszfalt-DTKH KTE | 9.           |
| 2021-2022 | Duna Aszfalt-DTKH KTE | 4.           |
| 2022-2023 | Duna Aszfalt-DTKH KTE | 7.           |
| 2023-2024 | Duna Aszfalt-DTKH KTE | folyamatban  |

## Jelenlegi játékosok
Utolsó módosítás: 2023. szeptember 29.
| Játékosok | Edzők |                      |       |          |                                |                          |
| \| Mezszám \| Név \| Ország \| Poszt \| Magasság \| Életkor \| Korábbi csapat \| \| ------- \| ------------------ \| ------ \| ----- \| -------- \| ------------------------------ \| ------------------------ \| \| 3 \| Kimani Lawrence \| \| 3-4 \| 201 cm \| 1998. március 13. (27 éves) \| Lugano Tigers \| \| 4 \| Tóth Balázs \| \| 3 \| 192 cm \| 2003. május 29. (21 éves) \| Utánpótlásból került fel \| \| 5 \| Shannon Bouges \| \| 2 \| 191 cm \| 1997. február 20. (28 éves) \| Basket Massagno \| \| 6 \| Tóth Patrik \| \| 5 \| 201 cm \| 2004. február 19. (21 éves) \| Utánpótlásból került fel \| \| 8 \| Ivkovics Milán \| \| 3 \| 195 cm \| 2003. december 24. (21 éves) \| Utánpótlásból került fel \| \| 9 \| Tóth Barna \| \| 1-2 \| 187 cm \| 2003. január 9. (22 éves) \| Utánpótlásból került fel \| \| 10 \| Marko Sinik \| \| 1 \| 190 cm \| 1998. december 11. (26 éves) \| KK Metalac Valjevo \| \| 11 \| Kemal Karahodzics \| \| 5 \| 211 cm \| 1989. július 26. (35 éves) \| Spartak Subotica \| \| 12 \| Körmendi Bence \| \| 3 \| 198 cm \| 2000. március 11. (25 éves) \| Falco KC \| \| 13 \| Kucsera Dániel \| \| 4 \| 201 cm \| 1999. szeptember 30. (25 éves) \| Utánpótlásból került fel \| \| 14 \| Rastko Dramicanin \| \| 4-5 \| 203 cm \| 1986. december 2. (38 éves) \| Kaposvári KK \| \| 16 \| Kiss Dávid \| \| 5 \| 207 cm \| 2002. január 15. (23 éves) \| Chiusi \| \| 17 \| Wittmann Krisztián \| \| 1-2 \| 185 cm \| 1985. május 22. (39 éves) \| Szolnoki Olajbányász \| | Vezetőedző Forray Gábor Edző(k) Hegedűs Gergely Dusan MarkovicMegjegyzés, jelmagyarázatA dőlttel szedett játékosok az U23-as szabálynak megfelelnek. A vastagon szedettek válogatott játékosok. |                      |       |          |                                |                          |
| Mezszám | Név | Ország               | Poszt | Magasság | Életkor                        | Korábbi csapat           |
| 3 | Kimani Lawrence | USA                  | 3-4   | 201 cm   | 1998. március 13. (27 éves)    | Lugano Tigers            |
| 4 | Tóth Balázs | magyar               | 3     | 192 cm   | 2003. május 29. (21 éves)      | Utánpótlásból került fel |
| 5 | Shannon Bouges | USA                  | 2     | 191 cm   | 1997. február 20. (28 éves)    | Basket Massagno          |
| 6 | Tóth Patrik | magyar               | 5     | 201 cm   | 2004. február 19. (21 éves)    | Utánpótlásból került fel |
| 8 | Ivkovics Milán | magyar               | 3     | 195 cm   | 2003. december 24. (21 éves)   | Utánpótlásból került fel |
| 9 | Tóth Barna | magyar               | 1-2   | 187 cm   | 2003. január 9. (22 éves)      | Utánpótlásból került fel |
| 10 | Marko Sinik | szerb                | 1     | 190 cm   | 1998. december 11. (26 éves)   | KK Metalac Valjevo       |
| 11 | Kemal Karahodzics | szerb · Magyarország | 5     | 211 cm   | 1989. július 26. (35 éves)     | Spartak Subotica         |
| 12 | Körmendi Bence | magyar               | 3     | 198 cm   | 2000. március 11. (25 éves)    | Falco KC                 |
| 13 | Kucsera Dániel | magyar               | 4     | 201 cm   | 1999. szeptember 30. (25 éves) | Utánpótlásból került fel |
| 14 | Rastko Dramicanin | szerb                | 4-5   | 203 cm   | 1986. december 2. (38 éves)    | Kaposvári KK             |
| 16 | Kiss Dávid | magyar               | 5     | 207 cm   | 2002. január 15. (23 éves)     | Chiusi                   |
| 17 | Wittmann Krisztián | magyar               | 1-2   | 185 cm   | 1985. május 22. (39 éves)      | Szolnoki Olajbányász     |

| Mezszám | Név                | Ország               | Poszt | Magasság | Életkor                        | Korábbi csapat           |
| ------- | ------------------ | -------------------- | ----- | -------- | ------------------------------ | ------------------------ |
| 3       | Kimani Lawrence    | USA                  | 3-4   | 201 cm   | 1998. március 13. (27 éves)    | Lugano Tigers            |
| 4       | Tóth Balázs        | magyar               | 3     | 192 cm   | 2003. május 29. (21 éves)      | Utánpótlásból került fel |
| 5       | Shannon Bouges     | USA                  | 2     | 191 cm   | 1997. február 20. (28 éves)    | Basket Massagno          |
| 6       | Tóth Patrik        | magyar               | 5     | 201 cm   | 2004. február 19. (21 éves)    | Utánpótlásból került fel |
| 8       | Ivkovics Milán     | magyar               | 3     | 195 cm   | 2003. december 24. (21 éves)   | Utánpótlásból került fel |
| 9       | Tóth Barna         | magyar               | 1-2   | 187 cm   | 2003. január 9. (22 éves)      | Utánpótlásból került fel |
| 10      | Marko Sinik        | szerb                | 1     | 190 cm   | 1998. december 11. (26 éves)   | KK Metalac Valjevo       |
| 11      | Kemal Karahodzics  | szerb · Magyarország | 5     | 211 cm   | 1989. július 26. (35 éves)     | Spartak Subotica         |
| 12      | Körmendi Bence     | magyar               | 3     | 198 cm   | 2000. március 11. (25 éves)    | Falco KC                 |
| 13      | Kucsera Dániel     | magyar               | 4     | 201 cm   | 1999. szeptember 30. (25 éves) | Utánpótlásból került fel |
| 14      | Rastko Dramicanin  | szerb                | 4-5   | 203 cm   | 1986. december 2. (38 éves)    | Kaposvári KK             |
| 16      | Kiss Dávid         | magyar               | 5     | 207 cm   | 2002. január 15. (23 éves)     | Chiusi                   |
| 17      | Wittmann Krisztián | magyar               | 1-2   | 185 cm   | 1985. május 22. (39 éves)      | Szolnoki Olajbányász     |

## Szakmai stáb
Utolsó módosítás: 2023. szeptember 29.
| Vezetőedző     | Forray Gábor    |
| Másodedző      | Hegedűs Gergely |
| Másodedző      | Dusan Markovic  |
| Gyógytornász   | Váczi Tamás     |
| Fizioterapeuta | Váczi Tamás     |